# 克卜勒283c
克卜勒283c（Kepler-283c）是一顆環繞K型恆星克卜勒283的太陽系外行星。

## 概要
克卜勒283c的半徑為地球的1.82倍，屬於超級地球。它的軌道週期93日，位於母恆星的適居帶內。克卜勒283c的表面溫度大約是238.5 K（−34.6 °C）。波多黎各大學阿雷西博分校的行星可居住性實驗室已不再將克卜勒283c收入該實驗室的適居系外行星目錄